# Héctor Rodríguez Peña
Héctor Ignacio Rodríguez Peña (né le 22 octobre 1968 à Montevideo en Uruguay) est un joueur de football international uruguayen, qui évoluait au poste de défenseur.

## Biographie

### Carrière en sélection
Avec l'équipe d'Uruguay, il joue 10 matchs (pour aucun but inscrit) entre 1991 et 1997. 
Il figure dans le groupe des sélectionnés lors des Copa América de 1991, de 1993 et de 1997.

## Palmarès
| Defensor - Championnat d'Uruguay (1) : - Champion : 1991. |  | Colón - Championnat d'Argentine : - Vice-champion : 1997 (Clôture). |